# ルムニク・サラト
ルムニク・サラト（Râmnicu Sărat, Rîmnicu Sărat）はルーマニア・ブザウ県の町。
南モルダヴィアの西部、カルパチア山脈の東にあり、沼地の多い平野に存在する。
山地に塩と石油があり、農業生産、肉の保存加工食品産業がかなり発達している。

## 人口
- 1900年: 13,134人 - 1,500人はユダヤ教徒

- 2000年: 38,805人

## 歴史
いくつかの戦闘の行われた場所である。
1434年と1573年のモルダヴィアとワラキアの戦闘の場所であり、また1634年のワラキアとトルコの戦闘の場所である。
1789年、オーストリア＝ロシア連合軍がトルコ軍を敗退させた。
1854年、町は火災によって破壊されたが、再建された。

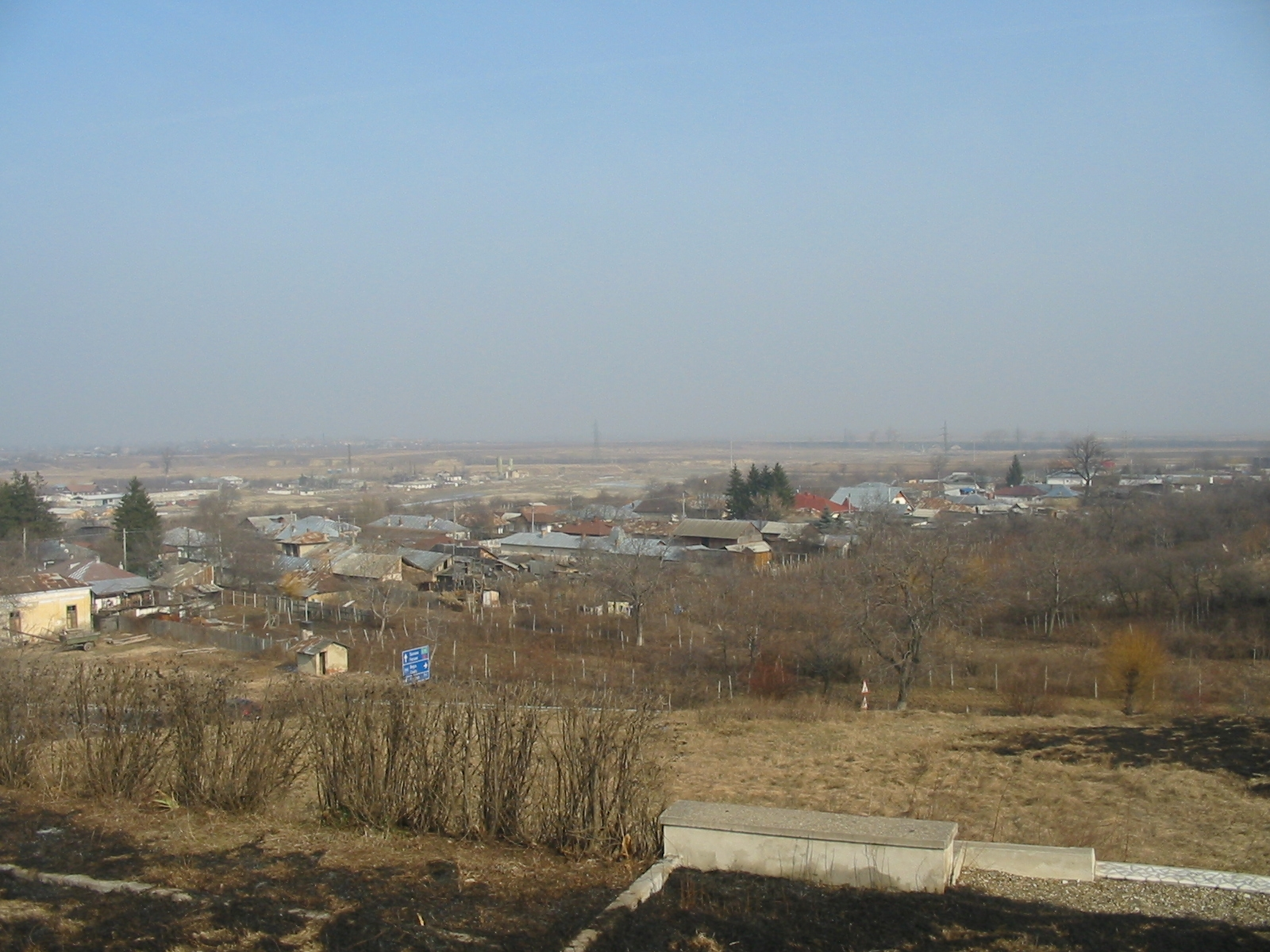
戦いの場所
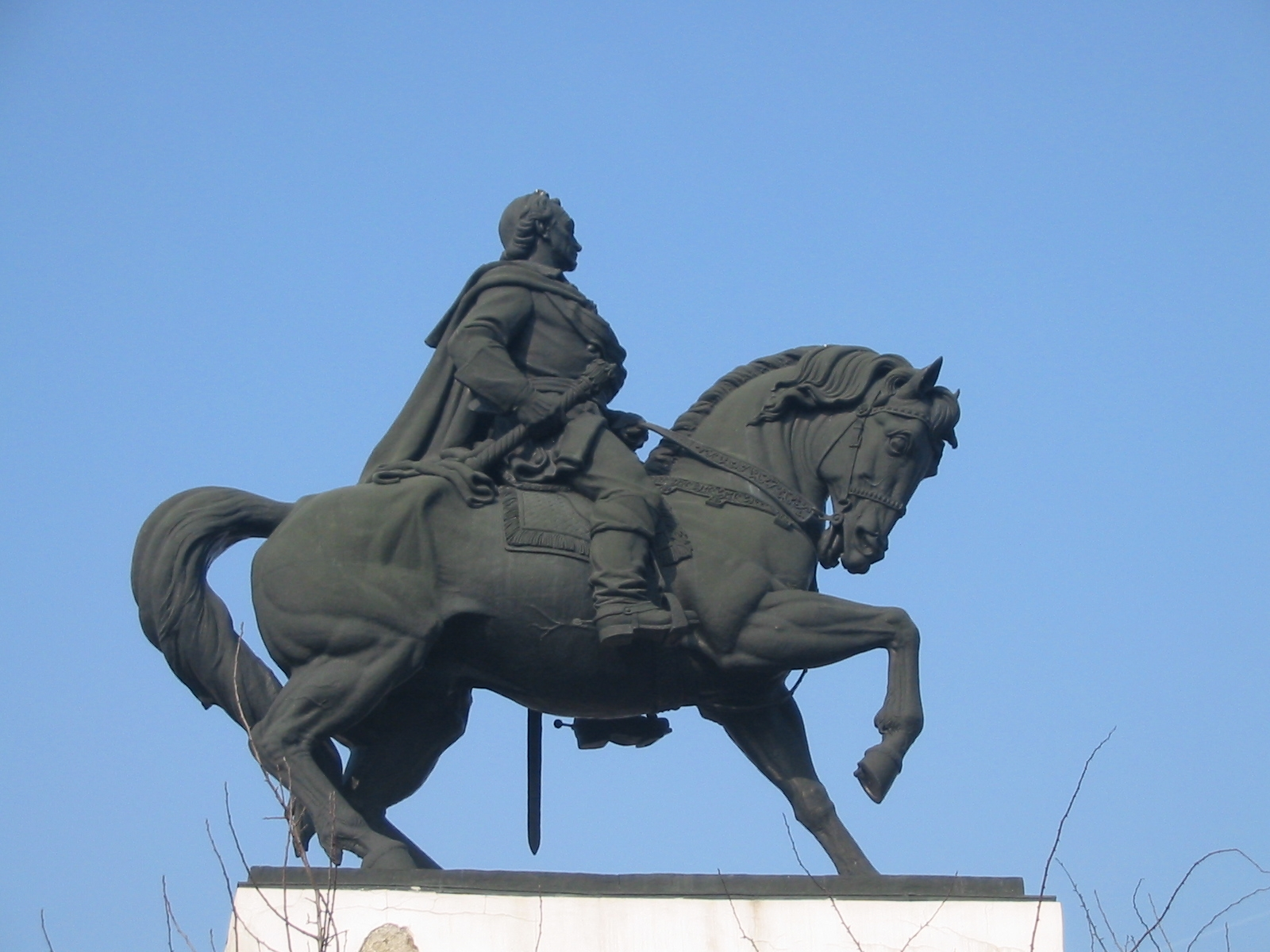
フォクシャニ Focşani 近くのスヴォーロフの記念碑
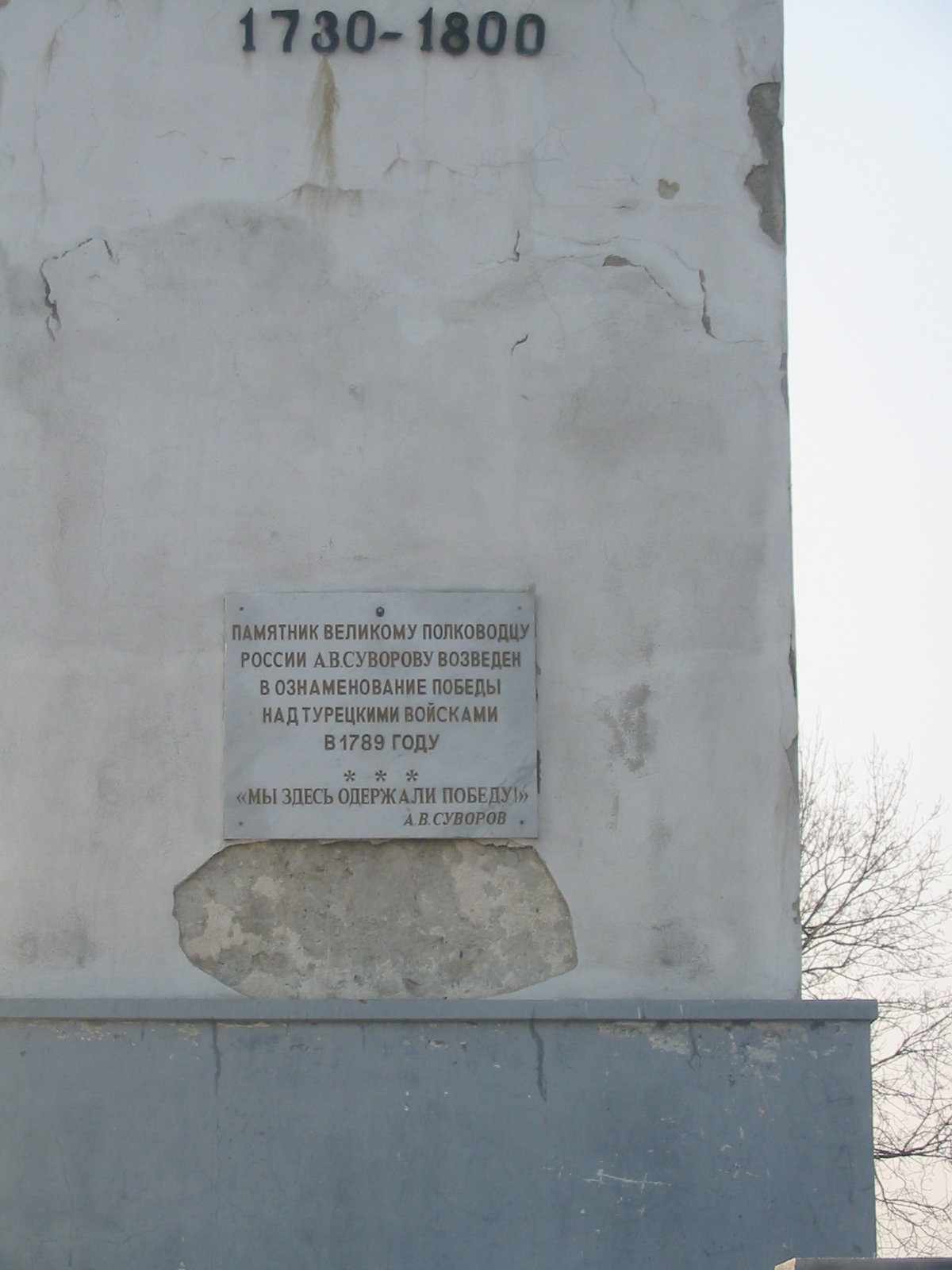

## ゆかりの人物
- アレクサンドル・スヴォーロフ - ロシアの将軍で、クーネルスドルフの戦いと露土戦争で戦った
- ソール・スタインバーグ - この町出身の漫画家。イタリアで活動していたが、のちにアメリカに移住した